# Менгал, Амирул Мульк
Амирул Мульк Менгал (англ. Amirul Mulk Mengal; род. 4 марта 1945, Чагай, Британская Индия) — государственный и политический деятель Пакистана. Занимал должность губернатора Белуджистана с октября 1999 года по январь 2003 года. Также был председателем Верховного суда Белуджистана.

## Биография
Родился 3 апреля 1945 года в селе Килли-Менгал-Нушки в округе Чагай. Начальное образование получил в государственной средней школе «Noshki». Позже получил степень магистра политических наук в Университете Карачи и степень бакалавра юридических наук в Исламском юридическом колледже Карачи в 1968 году. Стал адвокатом в 1969 году. Работал адвокатом в Верховных судах Синда и Белуджистана в 1972 году, а затем избран генеральным секретарём Белуджистанской коллегии адвокатов в том же году. В 1979 году был единогласно избран председателем Белуджистанской коллегии адвокатов. В 1985 году был назначен генеральным адвокатом Белуджистана, а затем стал судьёй Верховного суда Белуджистана в 1986 году. В 1996 году занял должность главного судьи Верховного суда Белуджистана. В течение своей карьеры в судебной системе также стал членом Избирательной комиссии Пакистана в 1990 году, был председателем провинциального совета закат Белуджистана и председателем Белуджистанского служебного трибунала.
В сентября 1996 года посетил Исламскую Республику Иран с делегацией во главе с достопочтенным главным судьей Пакистана. В 1999 году ушел в отставку с должности главного судьи Верховного суда Белуджистана в 1999 году. Когда Первез Мушарраф занял должность президента Пакистана, то Амирул Менгал был назначен губернатором провинции Белуджистан 21 октября 1999 года и занимал эту должность до 31 января 2003 года.
Также работал ректором Белуджистанского университета информационных технологий. Автор трех книг, две из которых — стихи на «брахми», который является его родным языком. Также написал книгу по  юриспруденции «Dastur-ul-Amal, Deewani Kalat». Имеет президентскую премию «Хилал-э-Имтиаз», которую ему вручили 23 марта 2008 году за заслуги на государственной службе.